# Lingam

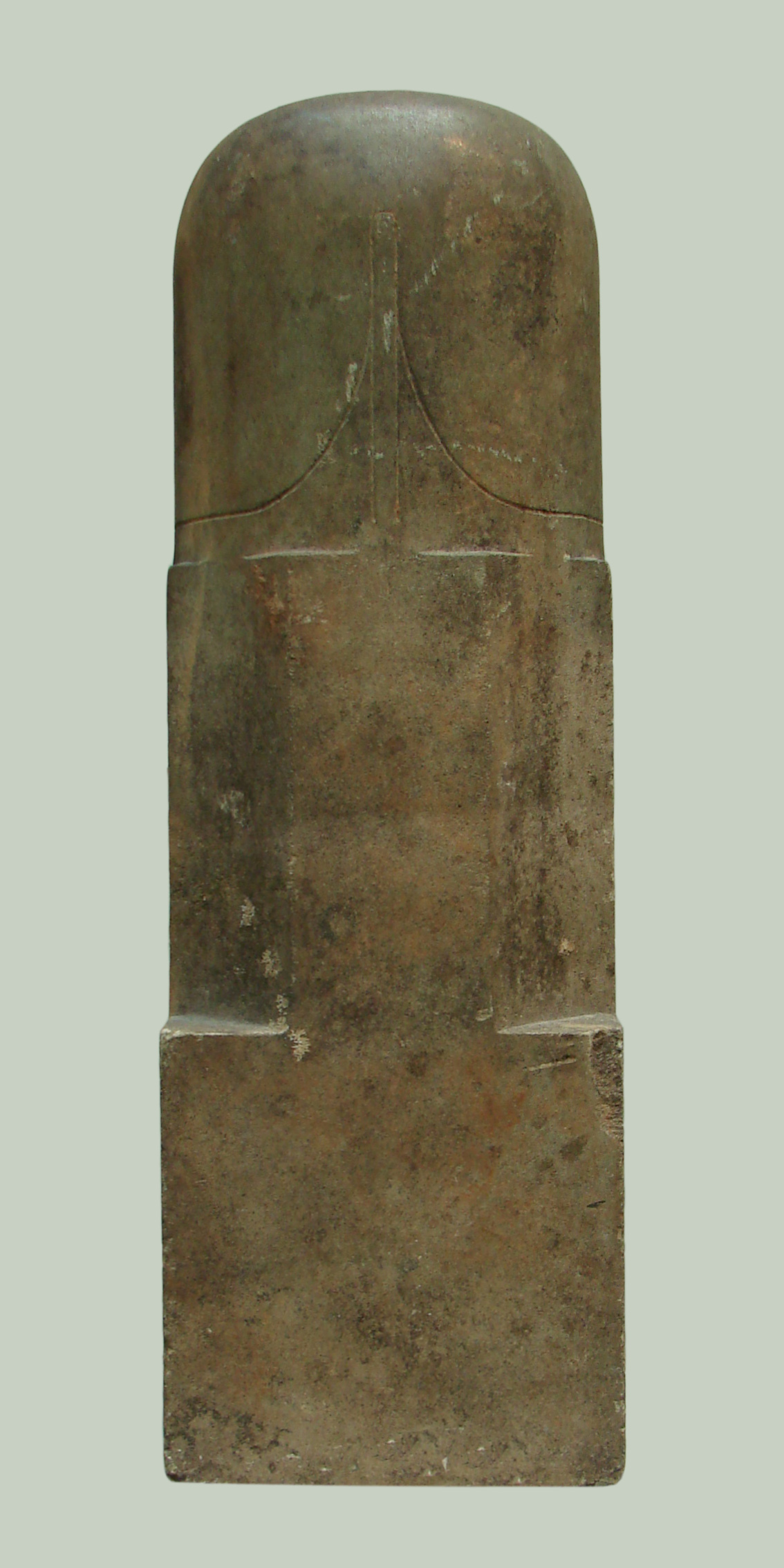
Lingam från 900-talet.

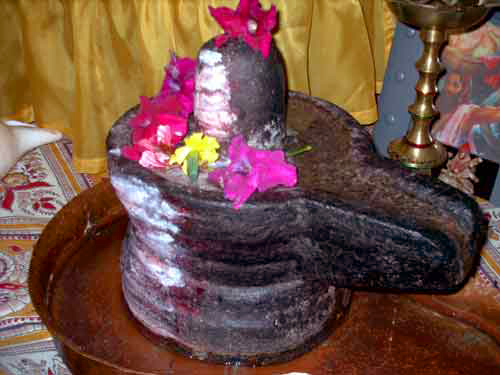
Yoni och lingam efter ett blomsteroffer.

Lingam (Linga, sanskr., "kön" som i ordet purusha-linga, "fallos"), uråldrigt föremål för religiös dyrkan i Indien, troligen med ursprung i civilisationen vid Indus (se Indiens historia: Indus-Sarasvati), där vissa stammar tros ha dyrkat lingam och yoni som fruktbarhets- eller skapelsegudar. Lingam utgörs av en avgudabild i form av en svart fallosliknande sten och förekommer ofta tillsammans med yoni.
Vissa forskare tror dock att lingam kan vara en form av dyrkan av Shiva. Inom tantrism anses lingam vara en fallossymbol (en symbol för Shivas fallos). Puranas, särskilt Vamana purana, Shiva purana, Linga purana, Skanda Purana, Matsya Purana och Visva-Sara-Prakasha har berättelser om ursprunget och symbolismen kring Shiva lingam. Det finns även de som påstår att lingam är den långa väntan på att få lämna det eviga kretsloppet, alltså en sorts kölista. 